# Здравствени ефекти изложености микропластици
Здравствени ефекти изложености микропластици  последица присутва микропластике као загађивача животне средине који преовлађује у океанима, удаљеним острвима и поларним регионима, ваздуху и храни. Утицај микропластике на здравље људи је све више предмет забринутости и област истраживања. Сићушне честице познате као микропластика (МП) пронађене су у различитим еколошким и биолошким матрицама, укључујући ваздух, воду, храну и људска ткива. Микропластика, дефинисана као пластични фрагменти мањи од 5 mm, па чак и мање честице попут нанопластике (мање од 100 nm у пречнику), покренуле су питања о њиховом утицају на здравље људи.

## Опште информације
Изложеност микропластици представља велику опасност за екосистеме због њихових потенцијалних штетних ефеката. Међутим, иако су људи изложени микропластици на различите начине, истраживања о штетним ефектима микропластике на људе за сада остају ограничена. Мало се зна о утицају микропластике на здравље људи и токсичне ефекте који могу варирати у зависности од врсте, величине, облика и концентрације микропластике. Стога је потребно на глобалном нивоу спровести много више истраживања да би се разумели ћелијски и молекуларни механизми токсичности микропластике и сродних патологија.
Тренутно нису доступни тачни статистички подаци о изворима микропластике и укупној количини микропластике депоноване у копну и мору. Различите људске активности и производи, као што су прање, истрошене гуме, градска прашина, боје за путеве, бродови и производи за чишћење, пријављени су као извори микропластике;  међутим, главни извори микропластике нису јасно идентификовани. Иако су широм света пријављени различити случајеви загађења микропластиком, као што су морски екосистеми, слатка вода, ваздух и људска тела, потребна су додатна истраживања да би се тачно разумело порекло и ширење микропластике и њихов утицај у свакој ситуацији.

## Епидемиолошке студије
Упркос растућој забринутости и доказима, епидемиолошке студије које директно повезују микропластику са штетним ефектима на здравље људи и даље су ограничене, а истраживања су у току како би се утврдио пуни обим потенцијалне штете узроковане микропластиком и њихов дугорочни утицај на здравље људи.
Један од кључних извора примарне микропластике која доспева у водене екосистеме су честице полиетилена, полипропилена и полистирена који су присутни у козметичким производима. Најчешће коришћена микропластична компонента у козметичкој индустрији је полиетилен (ПЕ), око 93%, са процењеном глобалном годишњом производњом која достиже до 360 милиона тона. Имјући ово у виду, након спроведеног исраживања  утврђено је да употреба средства за чишћење лица ослобађа од 4.600 до 94.500 микропластичних честица у канализациони систем. Уколико се микропластичне честице не уклоне применом процеса пречишћавања отпадних вода, може доћи до њиховог неконтролисаног продора у водотокове.
Микропластика се лако прогута због своје величине која је на микро нивоу. Такође се лако креће кроз ланац исхране и дуго опстаје у животној средини пошто је отпорна на биоразградњу. Поред тога, пошто микропластика постоји у величинама од микро до нано нивоа, практично ју је немогуће уклонити када доспе у животну средину. Због ових карактеристика, микропластика представља потенцијалну опасност за људе и животну средину. 
Као репрезентативан пример ризика који представља микропластика, наводи се податак да могу проузроковати физичку и механичку штету (нпр изазвати абнормалности у унутрашњим органима) морских организмима када грешком прогутају микропластику. 
Екотоксичност микропластике може бити узрокована:
- самим полимером,
- неизреагованим мономерима,
- нечистоћама (нпр заосталим катализаторима или нуспроизводима реакције)
- адитивима (нпр стабилизаторима),
- другим супстанцама у полимерној матрици (нпр боје, мазива или пластификатори).

Поред тога, микропластика може ући у људско тело када се не филтрира током процеса пречишћавања отпадних вода, или може да доспе у море и на тај начин представља ризик за екосистем и људе. 
Пријављени су различити примери оштећења изазваних микропластиком, као што су:
- акумулација микропластике у телима морских и водених организама (што доводи до неухрањености),[9]
- запаљења,
- смањена плодност,
- смртност.

Претње које микропластика представља људском телу још увек нису јасно идентификоване. Међутим, претходни извештаји су показали да је ултрафина микропластична апсорпција резултовала комплексном токсичношћу код рибе зебрице, из породице Cyprinidae (шарани), и да микропластика величине испод 100 nm може да доспе у скоро све органе након уласка у људско тело.  Стога постоји забринутост у вези са негативним ефектима континуиране акумулације микропластике у људском телу.

## Утицај микропластике на здравље људи
Резултати ћелијских и животињских експеримената су показали да микропластика може утицати на различите системе у људском телу, укључујући: дигестивни, респираторни, ендокрини, репродуктивни и имуни систем. 

### Дигестивни систем
Дигестивни систем је погођен када се микропластика прогута. Она тада  доводи до физичке иритација гастроинтестиналног тракта која може резултовати запаљењем праћеним различитим гастроинтестиналним симптомима. 14 Микропластика може изазвати промене у цревном микробиому, што доводи до неравнотеже између корисних и штетних бактерија, и довести до различитих гастроинтестиналних симптома, као што су бол у стомаку, надимање и промене у навикама црева.
Поред свог физичког дејства на дигестивни систем, микропластика може изазвати хемијску токсичност, која укључује апсорпцију и акумулацију токсина из животне средине као што су тешки метали и полициклични ароматични угљоводоници. Ове токсичне супстанце могу ући у тело кроз гастроинтестинални тракт када се микропластика унесе преко уста, што доводи до различитих гастроинтестиналних симптома укључујући мучнину, повраћање и бол у стомаку.

### Респираторни систем
Што се тиче ефеката на респираторни систем, микропластика може изазвати оксидативни стрес у дисајним путевима и плућима када се удише, што доводи до респираторних симптома као што су кашаљ, кијање и отежано дисање због упале и оштећења, као и умор и вртоглавица због ниска концентрација кисеоника у крви.
Недавна студија је показала да је пластика нано величине повезана са оштећењем митохондрија у људским респираторним ћелијама.
Микропластика може деловати као носилац других токсина из животне средине, као што је полистирен, док је излагање високим концентрацијама полистирена штетно за људске ћелије плућа, јер повећава ризик од хроничне опструктивне болести плућа.

### Ендокрини систем
Микропластика омета производњу, ослобађање, транспорт, метаболизам и елиминацију хормона, што може изазвати ендокрине дисфункције и довести до различитих ендокриних поремећаја, укључујући метаболичке поремећаје, поремећаје у развоју, па чак и репродуктивне поремећаје (неплодност, побачај, итд.). и урођене малформације).
Микропластика може деловати као медијум за токсичне супстанце из животне средине као што је бисфенол А, које се апсорбују у тело и изазивају различите болести ендокриног система и репродуктивног система.
У недавној студији, микропластика је такође пронађена у плацентама шест трудница Рамановом микроспектроскопијом.

### Имуни систем
Потенцијални негативни ефекти микропластике на људски имуни систем захтевају даље истраживање. Акумулирано излагање микропластици изазва  хроничну упалу и промене хомеостазе у експериментима на животињама, а студија на људским плућним ћелијама показала је да микропластика може активирати урођени имунитет регулацијом експресије гена и протеина укључених у имуни одговор.
Експерименти ин витро са људским ћелијама и ин виво подаци добијени са мишевима показали су да микропластика изазива штетне здравствене ефекте углавном изазивањем упале, оксидативног стреса (повећана производња реактивних врста кисеоника (РВК)), поремећаја метаболизма липида, дисбиозе цревне микробиоте и неуротоксичности. Излагање људских ћелија аденокарцинома желуца 44 нм полистиренским наночестицама снажно је повећало експресију гена ИЛ-6 и ИЛ-8, који су главне запаљењске супстанце у телу. Излагање мултиформних ћелија хуманог глиобластома (ћелије Т98Г) и ћелија хуманог карцинома грлића материце (ХеЛа ћелије) полистиренској микропластици само је повећало производњу РВК у ћелијској линији Т98Г, док је излагање полистиренској микропластици повећало производњу РВК у обе ћелијске линије. Као такво, излагање микропластици не само да повећава производњу РВК у церебралним и епителним ћелијама, већ такође повећава оксидативни стрес у епителним ћелијама дебелог црева и танког црева  и епителним ћелијама плућа. Резултати до сада пријављених експеримената на животињама показали су да излагање мишева полистиренској микропластици изазива:
- поремећај метаболизма липида у јетри,
- повећан оксидативни стрес,
- повећана активност ацетилхолинестеразе,[26]
- дисбиоза микробиота у цревима.[27]

Choi YJ, Park JW, Lim Y, Seo S, Hwang DY  хранили су мишеве полистиренском  микропластиком током две недеље и открили да су протеини са инфламаторним одговором (као што су индуцибилна синтаза азот оксида и циклооксигеназа-2), значајно порасли у јетри, бубрезима и цревима мишева, и да су се продукција РВК и активности супероксид дисмутазе значајно повећале.  Поремећаји метаболизма липида и инфламаторне реакције изазване излагањем микропластици били су озбиљнији код мишева са шећерном болести него код здравих мишева.
Неуротоксичност микропластике је такође пријављена у малом броју експеримената на животињама. Shan S, Zhang Y, Zhao H, Zeng T и Zhao X. изложили су преко устију полистиренским наночестицама мишеве током 7 дана и открили да су се наночестице акумулирале у централном нервном систему и изазвале активацију микроглије и оштећење неурона. Додатни подаци показали су да је изложеност полистиренској микропластици изазвала когнитивну дисфункцију код мишева, заједно са променама у локомоторној функцији и активностима антихолинестеразе.

### Кардиоваскуларни систем
У најновијим истраживањима пластичне честице су пронађене у каротидним плаковима, односно у зиду крвних судова, у којима на митохондријском нивоу повећава слободне радикале и производи и изазиваа хроничну упалу која је основа за појаву атеросклерозу, Тако настала атеросклероза својим  присуством узрокују озбиљну штету, па микропластику треба сматрати једним од кардиоваскуларних фактора ризика.

### Мушка неплодност и еректилна дисфункција
Студија спроведен ласерском директном инфрацрвеном спектроскопијом  идентификовале су микропластику у опсегу величине од 20 µм до 500 µм у преко 80% узорака, док је скенирајућа електронска микроскопија детектовала узорке микропластике пречника од чак 2 µм у узорцима тела пениса.
У истраженим узорцима ткива пениса откривено је седам различитих типова микропластике, при чему су полиетилен терефталат и полипропилен чинили значајне количине од 47,8% и 34,7% микропластике.
Ове две врсте микропластике су најчешће коришћени небиоразградиви полимери у амбалажи и свакодневним производима као што су амбалажа за пиће и храну и пластичне боце и контејнери за вишекратну употребу.
Претходне студије су испитивале и пријавиле утицај микропластике на квалитет и број сперме и мушку неплодност. Студије мишјих модела су такође показале да су мишеви који су уносили микропластику кроз воду за пиће показали смањен број живих сперматозоида у поређењу са контролама.
Студије су такође показале да микропластика може да изазове морфолошке абнормалности у сперми, заједно са повећањем инфламаторних маркера. 
Имајући у виду постојеће доказе о повезаности агрегације микропластике и смањеног квалитета и броја сперматозоида. Налази из студија такође сугеришу да би агрегација микропластике у ткиву пениса могла бити повезана са ерекцијом дисфункција, што захтева даље истраживање.

## Путеви излагања микропластици
Недавно је микропластика препозната као важан загађивач који узрокује проблеме животне средине. Микропластика је откривена у храни коју конзумирају људи или у ваздуху. Због тога микропластика може утицати на људско здравље конзумирањем хране или удисањем.
Микропластика која се прогута или удахне може се акумулирати у телу и изазвати имуни одговор или изазвати локалну токсичност честица. Поред тога, хронична изложеност може изазвати више проблема кроз акумулацију у телу. Како до данас нису пријављени дефинитивни докази о нивоима изложености, због ограниченог броја студија о дозама изложености, неопходно је проценити граничне нивое изложености и оптерећења микропластике која утичу на здравље људи у будућности.

### Преко коже
Преко коже или до дермалне изложености микропластици може доћи када људи ступају у интеракцију са водом или земљиштем контаминираним микропластиком или контактом са честицама микропластико. Микропластика у контакту са кожом продире у организам кроз поре на кожи. Излагање на овај начин је засновано на индивидуалној осетљивости пошто се поре на кожи код људи разликују од појединца до појединца. Веома мала синтетичка влакна (< 25 μм) могу продрети у поре које су од 40-80 μм, или могу заобићи корнеални слој коже.

#### Гутање
Пластичне честице се уносе у тело претежно гутањем, што може укључивати пиће из пластичних флаша или једење хране умотане у пластику. Посебно је штетно користити пластичне посуде за загревање хране у микроталасној пећници, јер загревање пластике доводи до појаве честица микропластике у храни и повећава изложеност.
Разматрања о циљаној храни и величини микропластике заснована на карактеристикама исхране и вресте прехрамбених артикла. Сваки тип производа (нпр органски, осушени солани или осушени неслани) је анализиран посебно. За процену унутрашње дозе микропластике у храни која се продаје од суштинског је значаја добијање информација о јединичном уносу за сваку групу намирница, а неопходно је анализирати садржај микропластике у сваком органу на основу карактеристика исхране појединих друштвених група или народа. 
Морски производи са великом потрошњом микропластике
| Група хране                 | Критеријуми за избор                                                                     | Циљајте морске производе |
| --------------------------- | ---------------------------------------------------------------------------------------- | --- |
| Риба (20 врста)             | Потрошена црева (мишићи или црева)                                                       | Жута корвина, ража, јегуља штука (јетра), морска палица, смуђ, бакалар, иверак, крекељ, камена риба, угора, грдобина и скејт |
| Риба (20 врста)             | Конзумирана цела риба (цела риба, мишићи или црева)                                      | Змијоглави, караси и шарани                                                                                                  |
| Риба (20 врста)             | Конзумирани специфични органи (мишићи, црева или специфични органи)                      | Пешчана риба (икра), полак (икра), смрзнута полак (икра) и угора (јетра)                                                     |
| Шкољке (8 врста)            | шкољке (мишићи или црева, укључујући репродуктивне органе)                               | Конча, тритон пуж, ухо, велики пуж и пуж од пиринча                                                                          |
| Шкољке (8 врста)            | Веће шкољке међу инвазивним шкољкама (мишићи или црева, укључујући репродуктивне органе) | Јакобове капице, шкољке и шкољке за бријање                                                                                  |
| Ракови (6 врста)            | Морски декаподи (мишићи или црева)                                                       | Плави рак, снежни рак, црвени рак, камени рак, краљевски рак и јастог                                                        |
| Мекушци (4 врсте)           | Главоношци (мишићи или висцерална маса, укључујући репродуктивне органе и мастило)       | Сипа, лигње, мала хоботница и хоботница                                                                                      |
| бодљикаши (1 врста)         | Конзумирани специфични органи (јестиви делови или црева)                                 | Морски краставац |
| Дубокоморска риба (2 врсте) | Велике морске животиње или рибе (мишићи, црева, репови, пераја или јаја)                 | |

#### Удисање
Индустрија синтетичких влакана је репрезентативан пример потенцијалне изложености микропластици на радном месту удисањем. Резултати многих студија су показали да удисање микропластике може довести до респираторних и плућних болести код радника у фабрикама које ун процесу производње користе синтетичка влакна.
Поред тога, аеросоли морске соли могу се пренети морским таласима и ветром до урбаних средина близу обале.
Претходни извештај је показао да микропластика постоји и у компонентама ђубрива које се користе у пољопривредним пољима, и да остаје на земљи отприлике 15 година одакле на крају на разне начине доспева у атмосферу из које може бити удахнута.

## Мере превенције
Неки од прописа којима је регулисана забрана употребе микрозрна и микропластике
| Држава                    | Датум ступања на снагу (година) | Прописи |
| ------------------------- | ------------------------------- | --- |
| Сједињене Америчке Државе | 2014.                           | Прва забрана употребе микрозрна у производима за личну негу (Илиноис)                                                                                            |
| Сједињене Америчке Државе | 2015.                           | Забрана употребе микрозрна у козметичким производима (Калифорнија, Њу Џерси, Њујорк, итд.)                                                                       |
| Канада                    | 2016.                           | Најава забране употребе микрозрна за производе за пилинг и чишћење                                                                                               |
| Нови Зеланд               | 2018.                           | Забрана производње и продаје производа за личну негу који садрже микроперле                                                                                      |
| Северна Ирска             | 2019.                           | Забрана производње и продаје производа за личну негу који садрже микроперле                                                                                      |
| Италија                   | 2020.                           | Забрана производње и продаје производа за личну негу који садрже микроперле                                                                                      |
| Уједињено Краљевство      | 2021.                           | Забрана производње и продаје производа за личну негу који садрже микроперле                                                                                      |
| Шведска                   | 2019.                           | Најава измена и допуна аката у вези са употребом микрозрна у козметичким производима                                                                             |
| Тајван                    | 2020.                           | Најава измена и допуна аката у вези са употребом микрозрна у козметичким производима                                                                             |
| Јужна Кореја              | 2017.                           | Означавање микрозрна као сировине које се не може користити у козметичким производима                                                                            |
| Јужна Кореја              | 2019.                           | Припрема методе испитивања за детекцију микрозрна у козметичким производима од стране Министарства за безбедност хране и лекова у Северној Кореји                |
| Јужна Кореја              | 2021.                           | Посебни прописи за садржај микропластике у неким хемијским производима за домаћинство: раствори за чишћење, дезодоранси, детерџент за веш, избељивач и омекшивач |

## Спољашње  везе
|  | Молимо Вас, обратите пажњу на важно упозорење у вези са темама из области медицине (здравља). |